# Gilsay
Gilsay est une île du Royaume-Uni située en Écosse.